# Guillermina Coll
Guillermina Coll (Barcelona, 6 d'abril de 1951) és una ballarina catalana. Iniciada en la dansa de la mà de Joan Magriñà, que ha estat directora artística del Conservatori Superior de Dansa (CSD), de l'Institut del Teatre de Barcelona.
Ha estat primera ballarina del Gran Teatre de Liceu, on ingressà al 1966; hi estigué fins al 1974, any en què deixà la companyia per ballar al Ballet Contemporani de Barcelona, dirigit per Ramon Solé. També fou solista del Ballet Royal de Wallonie (1977) i del Ballet Royal de Flandes (1978-82). En aquests anys en què estigué de Bèlgica col·laborà amb el músic Antoni Besses, per crear espectacles educatius amb el suport de Joventuts Musicals.
De tornada a Barcelona el 1983, ha dirigit Dart Companyia de Dansa (1986) i ha creat coreografies per a diverses obres, com l'òpera Spleen i la Glossa operística sobre el Llibre Vermell de Montserrat (1988), en col·laboració amb Xavier Benguerel i l'òpera La Gioconda, per al Liceu. Professora de dansa clàssica de l'Institut del Teatre des del 1983, ha estat directora de l'Escola d'Ensenyaments Secundaris i Artístics / Conservatori Professional de Dansa i és repetidora d'IT Dansa des dels inicis del projecte, el 1997.
Entre 1967 i 1987, ha obtingut diversos premis de la Diputació de Barcelona i la Generalitat de Catalunya. El 2015 fou guardonada amb el Premi Nacional de Cultura «per la seva significativa aportació a la dansa catalana i al seu ensenyament».